# Dinastia antigonide
La dinastia antigonide (306 - 168 a.C.) fu una dinastia di re macedoni, il cui capostipite fu il generale di Alessandro Magno, Antigono I Monoftalmo. Il regno di Antigono si espandeva sull'Asia Minore e sulla Siria settentrionale, ma i suoi tentativi di ottenere il controllo dell'impero di Alessandro lo portarono alla sconfitta ed alla morte nella battaglia di Ipso nel 301 a.C. Il figlio di Antigono Demetrio I Poliorcete sopravvisse alla battaglia e in breve prese possesso della Grecia e della Macedonia, prima di morire in prigione dopo aver perso il trono. 
Dopo un periodo confuso il figlio di Demetrio, Antigono II Gonata riuscì a stabilire il controllo sull'antico regno di Macedonia e su gran parte delle città-Stato greche dopo la morte di Pirro.

## Descrizione
Il mondo ellenistico rimase così sistemato sotto le tre dinastie degli Antigonidi in Grecia e Macedonia, dei Seleucidi in Asia e dei Tolomei in Egitto. In seguito parte dell'Anatolia entrò a far parte della nuova dinastia attalide, con capitale Pergamo.
La dinastia antigonide ebbe fine quando il dominio dell'area passò nelle mani di Roma dopo la battaglia di Pidna del 168 a.C.
I membri della dinastia antigonide furono:
- Antigono I Monoftalmo (306 a.C. - 301 a.C.)
- Demetrio I Poliorcete (294 a.C. - 287 a.C.), primo re di Macedonia della dinastia
- Antigono II Gonata (276 a.C. - 239 a.C.)
- Demetrio II Etolico (239 a.C. - 229 a.C.)
- Antigono III Dosone (229 a.C. - 221 a.C.)
- Filippo V (221 a.C. - 179 a.C.)
- Perseo (179 a.C. - 168 a.C.)